# Patrícia Medrado
Patrícia Summers Medrado (Salvador, 26 de novembro de 1956) é uma ex-tenista profissional brasileira que conquistou a medalha de prata nos Jogos Pan-Americanos de 1975 do México, e alcançou o feito de estar entre as dez melhores duplistas do mundo.

## Trajetória
Nascida em Salvador (BA), Patrícia Medrado teve seu primeiro contato com as raquetes aos 10 anos de idade, quando foi matriculada na escolinha da Associação Atlética da Bahia.
Incentivada pelo pai, fez duas faculdades antes de atuar como tenista profissional, formando-se em Educação Física e Fisioterapia. Durante as férias jogava torneios pela Europa e nos Estados Unidos e, aos vinte e um anos, passou a dedicar-se somente ao tênis e foi para São Paulo, onde se profissionalizou.
Dentre seus principais feitos, alcançou a 48ª posição no ranking mundial de simples e conquistou a medalha de prata dos Jogos Pan-Americanos de 1975, na Cidade de México. Em duplas, atingiu o nono lugar do ranking, jogando ao lado da paulista Claudia Monteiro. Juntas, chegaram às quartas de final de Wimbledon, em 1982, derrotando na segunda rodada a lenda norte-americana Billie Jean King e sua parceira Ilana Kloss, da África do Sul.
Durante 11 anos consecutivos (1974 a 1985), foi a tenista número 1 do ranking brasileiro e é, até hoje, a jogadora com o maior número de participações e vitórias pelo Brasil na Fed Cup, representando o país em 14 anos.
Patrícia lutou também pela igualdade de prêmios no esporte entre homens e mulheres, liderando com sucesso um boicote ao lado de outras grandes tenistas da época.
Após 15 anos no circuito profissional, encerrou a carreira em 1989, disputando o torneio de Miami.
No pós-carreira, administrou por nove anos uma academia que levava o seu nome e treinou atletas da equipe feminina brasileira por outros quatro (nomes como Andrea Vieira, Luciana Tella, Claudia Chabalgoity, Vanessa Menga, Stephanie Mayorkis, Eugênia Maia e Roberta Burzagli). Tornou-se ainda a primeira mulher comentarista de tênis da televisão em território nacional e escreveu diversas colunas para revistas especializadas.
Em 1996, trouxe para o país o Programa "Tênis nas Escolas", criado pela Federação Internacional de Tênis com o propósito de tornar o esporte acessível a todas as camadas sociais. Desde 1998 tem o seu próprio instituto, orientando crianças a ingressar no esporte.
Mesmo aposentada profissionalmente das quadras, Medrado não largou as raquetes e continua jogando pelo circuito masters. Ao todo, soma 14 títulos mundiais: seis em simples, seis em duplas e dois em duplas mistas. Um de seus grandes momentos pós-carreira aconteceu em 2016, quando foi convidada pelo Ministério do Esporte para carregar a tocha olímpica dos Jogos Rio-2016, em Salvador.

## Retrospecto
Internacionais
- 1972 – Vice-campeã simples e campeã duplas - Campeonato Sul-Americano Juvenil (Belo Horizonte
- 1972 – Campeã por equipe Torneio Banana Bowl (Santos, SP)
- 1973 – Campeã simples Torneio Banana Bowl (Santos, SP)
- 1973 a 1987 – Jogadora titular da equipe brasileira no Fed Cup
- 1974 – Campeã simples Torneio Banana Bowl” (Santos, SP)
- 1974 – Campeã duplas - Torneio Orange Bowl (EUA)
- 1974 – Campeã simples - Liverpool Open Championship (Inglaterra)
- 1974 – Campeã simples - Scottish National Championship (Escócia)
- 1975 – Medalha de prata - Jogos Pan-Americanos (México)
- 1975 – Campeã simples - Fort Myers Tournament (EUA)
- 1976 – Campeã simples - Immortal Gerona (Espanha)
- 1976 – Campeã simples - Aberto De Valencia (Espanha)
- 1977 – Campeã simples - Argentina Open
- 1977 – Campeã simples - Danish Tournament (Dinamarca)
- 1977 – Vice-campeã por equipe - Campeonato Sul-Americano (Argentina)
- 1977/1978/1980/1982/1983 – Campeã da Copa Santista
- 1978 – Vice-campeã Avon Futures Circuit (San Diego, Califórnia)
- 1979 – Vice-campeã Avon Futures (Atlanta, EUA)
- 1981 – Campeã do Circuito Sylphide (França)
- 1982 – Campeã Avon Futures Ogden (EUA)
- 1982 – 48º posição no ranking mundial
- 1982 – 9ª posição no ranking mundial de duplas
- 1985 – Campeã Reinassance Cup (Japão)
- 1996/1997 – Campeã Torneio Vip Internacional (Porto Alegre)
- 1997/1998 – Campeã Torneio Vip Internacional (São Paulo)
- 1997 – Campeã Torneio Vip Internacional (Punta del Este, Uruguai)
- 2000 – Campeã sul-americana por equipes, damas 40 (Santiago, Chile)
- 2000 – 4º lugar mundial 40 anos equipe (Mar del Plata, Argentina)
- 2000 – 3º lugar mundial 40 anos dupla (Buenos Aires, Argentina)
- 2000 – Campeã Torneio Viii Itfvets ranking championships (São Paulo, Brasil)
- 2001 – Campeã sul-americana por equipes, damas 40 (Santos, Brasil)
- 2001 – Campeã mundial master, simples e duplas 45 (Velden, Áustria)
- 2002 – Vice-campeã mundial Master 45 por equipe (Palm Beach , EUA)
- 2002 – Vice-campeã mundial master individual 45 (Fort Lauderdale, EUA)
- 2002 – Campeã X–Itf Vets World Ranking Championship45 (Santos - SP)
- 2002 – Campeã Torneio Vip Internacional, damas 40 simples e dupla (Rio Grande do Sul, Brasil)
- 2003 – Campeã mundial master, simples 45 (Hannover, Alemanha)
- 2004 – Vice-campeã mundial master, simples 45 (Antalya, Turquia)
- 2004 – Campeã Torneio Clube Internacional de Tênis, damas 40 anos (Paris, França)
- 2006 – Campeã simples e dupla Iv Itf Seniors Hotel do Frade (Rio de Janeiro, Brasil)
- 2006 – Campeã mundial master, simples 50 (Durban, África do Sul)
- 2009 – Campeã mundial master, simples 50 (Mallorca, Espanha)
- 2016 – Campeã mundial master, simples e duplas 60 (Helsinque, Finlândia)
- 2017 – Campeã mundial master, duplas e duplas mistas 60 (Miami, Estados Unidos)
- 2018 – Campeã mundial master, duplas e duplas mistas 60 (Ulm e Neu-Ulm, Alemanha)
- 2019 – Campeã mundial master, duplas 60 (Lisboa, Portugal)
- 2021 – Campeã mundial master, simples e duplas 65 (Mallorca, Espanha)

Nacionais
- 1970 – Campeã brasileira infanto-juvenil
- 1974 – Campeã brasileira adultos
- 1974 a 1985 – Jogadora nº 1 do Brasil
- 1988 – Campeã brasileira de quadras cobertas e descobertas
- 1999 – Campeã interclubes 1 classe acima 35 anos, equipe - São Paulo
- 2000 – Campeã interclubes damas 40 anos, equipe - São Paulo
- 2000 – Vice-campeã interclubes damas 35 anos equipe - São Paulo
- 2001 – Campeã brasileira damas 35 anos – Ribeirão Preto, SP
- 2001 – Campeã 1ª classe Torneio Hotel Capitania – Porto Seguro
- 2002 – Campeã interclubes damas 35 e 45 anos – São Paulo
- 2002 – Campeã brasileira vets 45 – Angra dos Reis, Rio de Janeiro
- 2003 – Campeã interclubes damas 40 anos, equipe - São Paulo
- 2004 – Campeã interclubes damas 40 anos, equipe - São Paulo
- 2004 – Campeã interclubes 1 classe acima 35 anos, equipe - São Paulo
- 2005 – Campeã interclubes damas 45 anos, equipe - São Paulo
- 2006 – Campeã interclubes damas 45 e 50 anos, equipe - São Paulo